# ALEXANDRITE
『ALEXANDRITE』（アレクサンドライト）は、成田美名子による日本の漫画作品。

## 概要
『LaLa』（白泉社）にて1991年4月号から1994年11月号にかけて連載された『CIPHER』に脇役として登場したアレクサンドラ・レヴァイン（アレク）を主人公としたスピンオフ作品。単行本は、同社の花とゆめコミックスから全7巻（文庫版は同社の白泉社文庫から全4巻）。『CIPHER』に登場した人物のその後が、主人公との人間関係を絡めて作品内の随所で描かれている。タイトルのアレクサンドライトは、実在の宝石の名前で物語の重要なモチーフとして描かれる。

## あらすじ
ニューヨーク在住のアレクの親友は、かつてボスと呼び敬愛していたモデル兼俳優のシヴァ（本名ジェイク・ラング）。アレクは大学2年になったとき、母親に自分の名前の由来となった宝石「アレキサンドライト」の指輪を貰うが、それが原因で幼なじみに片想いしていることをジェイクに知られてしまう。その後、アレクとジェイクが一緒に通っているコロンビア大学に、アレクの幼なじみで片想いの相手であるアンブローシア（アニー）が入学してきた。女性的な顔立ちのため自分に自信が持てないコンプレックスを克服するために、アレクはジェイクの紹介でモデル業のアルバイトを始める。そしてアレクの大学生活は賑やかになっていくのだった。

## 登場人物
アレクサンドラ・レヴァイン（1968年3月15日 - ）
コロンビア大学の学生。女性名と女性的な容姿にコンプレックスを抱いており、コンプレックス克服のために空手、柔道を習い、どちらも黒帯を取得している。愛称はアレク、アレックス。エレン（後述）は従兄弟。
自転車によるメッセンジャーのアルバイトを行っているほか、ジェイクの薦めでモデル業を開始した。血筋は分かっているだけで12ヶ国の混血であり黒髪碧眼の女性的な容姿を持つ。実父はギリシャ国籍で母国で軍事クーデターが勃発した際（「ギリシャ軍事政権」項目参照）帰国したのち消息不明だった。義理の父親とはソリが合わない。
性格は動物的で直感に頼るタイプ。かつて（前作『CIPHER』）はジェイク（シヴァ）を信奉しボスと呼んでいたが、なんでも相談でき互いの部屋に行き来する親友（悪友）になった。
アンブローシア・ハート（1969年11月11日 - ）
アレックスの幼なじみで片想いの相手。アレックスより1歳年下。愛称はアニー、アンブ。タトゥーを入れ、ボクシングに打ち込み、バンドではドラムを担当するなど、きっぷのいい女として登場するが、女の子らしい性格であることも明らかになっていく。ファッションセンスに優れ、お金をかけずに格好良く着こなすのがポリシー。
日常の様々な出来事を経るうちに、幼なじみとしか見ていなかったアレックスを男として意識するように。父親の職業は警察官で、早くに亡くしており、ファザーコンプレックス気味である。母親は教師でアレックスの母と親友。
ジェイク・ラング（1968年2月4日 - ）
子役としてデビューし、高校まではシヴァとして俳優活動を行っていた。アレックスとの同居を経て親友（悪友）の位置にある。芸名の由来はヒンドゥー教の神であるシヴァ神から。一卵性双生児で俳優の弟ロイ（芸名サイファ、『CIPHER』の主人公）がいる。
思いを寄せていたディーナ・ジャクソンという女性を交通事故で失ったことからロイと仲違いすることになった。結局再会し和解している（ここまではCIPHERの話）。
知的で明るい性格だが少々ヒネくれた面もあり悪賢い。アレックスの良き相棒で相談事からモデル指南、健康管理まで一手に引き受けている。偶然出会ったアレックスそっくりの女性エレンに一目惚れしてしまう。
ロイ・ラング（1968年2月4日 - ）
ジェイクの双子の弟でプロの俳優。ロサンゼルスに親友ハルがいる。芸名サイファはゼロの意味。ニューヨーク大学に進学したアニスとのお付き合いは順調に続いているらしい。
パーティ・クラッシングや日本旅行に参加しているが、物語の舞台が基本的にコロンビア大であるため、物語への登場回数は限られている。
エレン・ブラックウィング
アレックスとうり二つの容姿を持つ、アレックスの従姉妹。ジュリアード音楽院でバイオリンを学んでいる。知的な美人だが世事に疎い。
エレンの3人の兄達（彼女とは親の連れ子同士で血縁はない）は妹を溺愛し、何かとジェイクの邪魔をする。
ハットリ
コロンビア大学の寮に住む日本人の同級生。パーティー・クラッシングの際からアレックスたちと行動を共にするようになり、以後はイベント事を企画したり盛り上げたりする役回りに。
ハル（竹下 晴臣（たけした はるおみ））
ロサンゼルス在住のロイの親友。日本への帰郷の際に親友ロイの他、アレックス・ジェイク・アニーが便乗し日本観光をすることになる。
マーカス・キャンベル
スキンヘッドの黒人青年。空手チャンプ。当初は試合に出ないアレックスを挑発するためにアレックスやアニーに接近していたが、アレックスと共に強盗事件に遭遇、以後は「戦友」として親しくなる。父親の残した借金の為に大学をやめ働こうとしていたが、アレックスの資金援助で学業も空手も続けられることになった。最終話では空手トーナメントでアレックスと決着をつける。
マイキー
雑誌WNの写真担当。オーディションで見かけたアレックスを気に入りモデルに抜擢する。当初アレックスにゲイと勘違いされるが、ストレートで既婚者。オーラが見えたりする不思議な人物。
カリーム
雑誌WNのカメラマン。ウガンダ出身。内戦の取材をしていたカメラマンの遺品を大使館に届けたことがきっかけでカメラマンになった。無口だが気の良い人物。
バート・ジェンキンス
新進気鋭の売れっ子服飾デザイナー。新たにメンズ物を出すにあたりモデルとしてアレックスを採用する。アニーに贈るバレンタイン・プレゼントのドレスを取り置きしてくれたり、自分の価値がわかっていないアレックスにモデルとしての正当な報酬を示したりと好意的な人物。
チャーリー
アニーに片思いしているブレップスクール出身のお坊ちゃんでコロンビア大の一年先輩。1年前のハロウィンパーティでアレックスを閉め出し、その報復として企画されたパーティ・クラッシングの餌食になる。スカベンジャー・ハントでは、カフェテリアの料理のレシピ（アレックスたちのクラスで出された問題・チャーリーはカフェテリアでバイトをしている）と脳外科の知識（チャーリーたちのクラスで出された問題・アレックスの義父は監察医）を交換する取引に応じている。
マーシア
アニーの友人。アレックスとはアニーの橋渡しで知りあう。大学の図書館でバイトをしており、実父の消息を調べたいアレックスの依頼で、本来は閲覧できない退学者名簿の閲覧に協力する。
ロクサーヌ・レヴァイン（旧姓ブラックウィング）
アレックスの母親。10代で当時コロンビア大の学生だったアレクサンドロスとの間に子供（アレックス）を妊娠する。クーデター勃発で母国に帰ったアレクサンドロスが消息不明となったため、シングルマザーとしてアレックスを育てる。アレックスには父親のことはギリシャ人でコロンビア大の学生だったことしか話していない。物語の重要なモチーフであるアレクサンドライトの指輪はアレクサンドロスがロクサーヌに贈ったもの。
ジョージ・レヴァイン（6月30日 - ）
ロクサーヌの夫でアレックスの義理の父親。監察医をしている。堅物で融通が利かないためアレックスとはソリが合わず度々衝突している。アレックスが誤解からレイプ未遂容疑で逮捕された際には訳も聞かず殴った。理由は、監察医である自分の名を出せば釈放されるのに、それをしなかったアレックスに「頼られていない」と寂しかった為（ロクサーヌ談）。
アレクサンドロス・セフェリアディス
アレックスの実父。コロンビア大の学生だったが母国ギリシャで起きたクーデターをきっかけに中退し帰国。帰国後は投獄されるがその後、政治家となる。
アレックスの存在を知らないままギリシャ人女性レナと結婚し、女の子を授かっている。モデルの仕事でギリシャを訪れたアレックスは退学者名簿を手がかりに彼を捜し出すが、自分の出現で父親の家族が混乱し口論になるのを見て深く傷つく。
後に娘と一緒にニューヨークを訪れアレックスにギリシャ行きを促す。女性闘士メリナ・メルクーリの自伝を愛読していた。
サロニカ・セフェリアディス
アレクサンドロスとレナの娘でアレックスの腹違いの妹。普段はイギリスの寄宿学校に留学している。

## 単行本

### 花とゆめコミックス
1. 1991年11月25日。ISBN 978-4-592-12031-5
2. 1992年7月25日。ISBN 978-4-592-12032-2
3. 1992年12月25日。ISBN 978-4-592-12033-9
4. 1993年6月25日。ISBN 978-4-592-12034-6
5. 1993年12月25日。ISBN 978-4-592-12035-3
6. 1994年5月25日。ISBN 978-4-592-12036-0
7. 1994年12月25日。ISBN 978-4-592-12037-7

### 白泉社文庫
1. 2000年6月15日。ISBN 978-4-592-88195-7
2. 2000年6月15日。ISBN 978-4-592-88196-4
3. 2000年9月14日。ISBN 978-4-592-88197-1
4. 2000年9月14日。ISBN 978-4-592-88198-8